# Jänschwalde
Jänschwalde (en bas sorabe: Janšojce) est une commune d'Allemagne, dans l'arrondissement de Spree-Neisse, Land du Brandebourg.
Elle est connue pour sa mine de charbon (de) et sa centrale thermique.

## Géographie

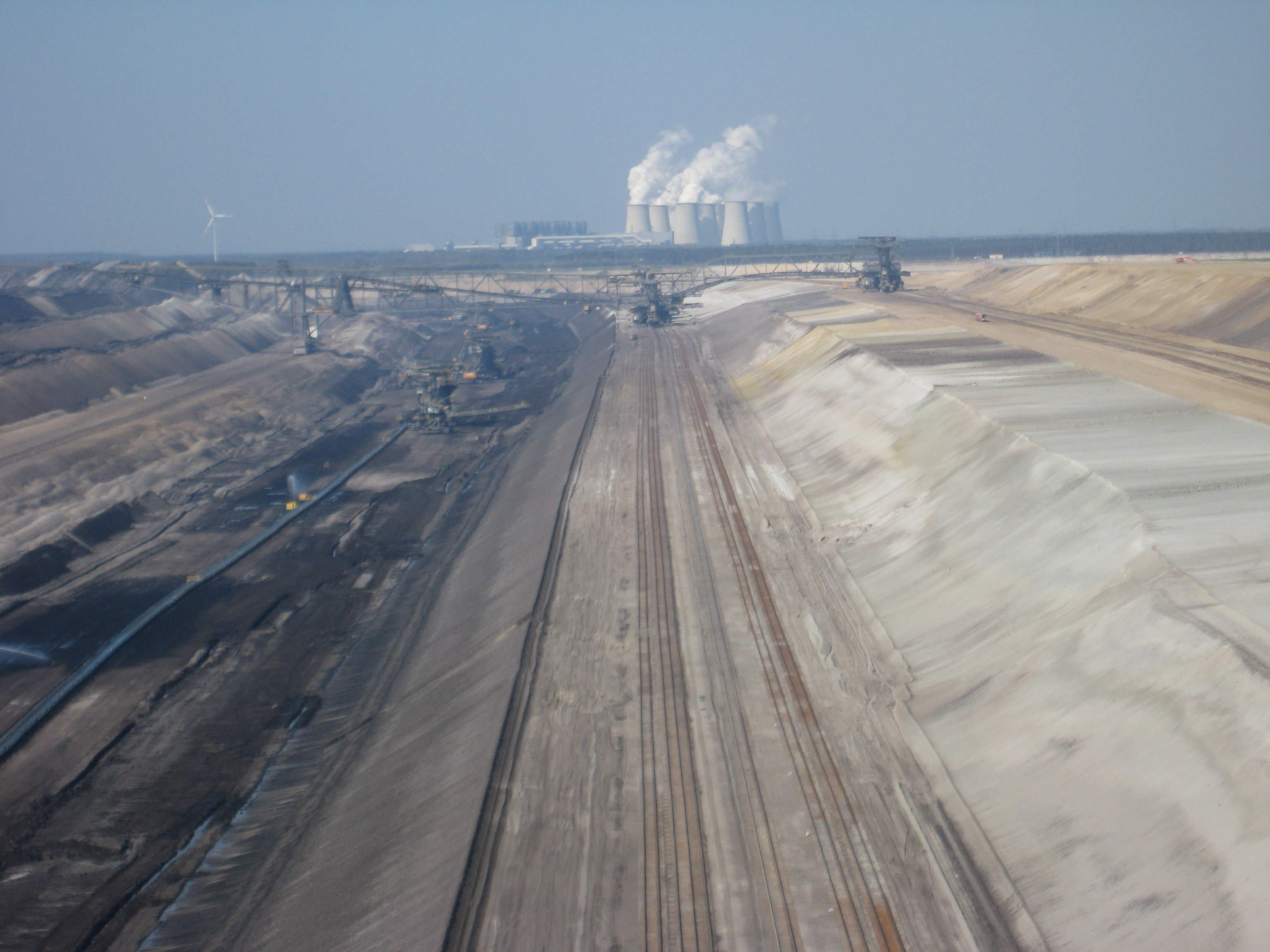
Mine de Jänschwalde

La commune fait partie de la Basse-Lusace, proche de Peitz. Une grande partie du territoire est prise par la mine à l'est qui va jusqu'à la Neisse (aussi la frontière avec la Pologne).
La commune regroupe les quartiers de Jänschwalde-Dorf, Jänschwalde-Ost (qui sont séparés par la rivière Puschanitza), Drewitz et Grießen.

## Histoire
Au XIIIe siècle, une colonie de Wendes s'installe. Le nom sorabe pour le lieu - Janšojce - en allemand signifie : propriété ou régie par Jan, Jansch ou Jänsch. La première mention écrite date de 1346 sous le nom de "Genschwalde". En 1357, elle est placée sous la responsabilité de la ville de Peitz.
Après le drainage des marécages et la déforestation au cours des XVIIe et XVIIIe siècles, elle gagne une grande superficie de terres arables. L'arrivée de colons de Saxe germanise le nom de la commune qui devient Jänschwalde.
La commune s'agrandit encore avec la construction de la ligne Cottbus–Guben (de) en 1871.
Après 1945, se crée Jänschwalde-Ost qui accueille 2 000 personnes, les soldats avec leurs familles de la Nationale Volksarmee et de la base aérienne de Cottbus-Drewitz (de).

## Démographie
| 1875 | 2 125 |
| 1890 | 2 261 |
| 1910 | 2 239 |
| 1925 | 2 196 |
| 1933 | 2 175 |
| 1939 | 2 160 |
| 1946 | 3 125 |
| 1950 | 2 985 |
| 1964 | 3 335 |
| 1971 | 3 255 |

| 1981 | 3 365 |
| 1985 | 3 181 |
| 1989 | 3 677 |
| 1990 | 3 501 |
| 1991 | 3 373 |
| 1992 | 3 390 |
| 1993 | 3 393 |
| 1994 | 3 304 |
| 1995 | 3 209 |
| 1996 | 3 104 |

| 1997 | 2 976 |
| 1998 | 2 877 |
| 1999 | 2 754 |
| 2000 | 2 807 |
| 2001 | 2 704 |
| 2002 | 2 522 |
| 2003 | 2 222 |
| 2004 | 2 109 |
| 2005 | 2 019 |
| 2006 | 1 963 |

| 2007 | 1 884 |
| 2008 | 1 828 |
| 2009 | 1 776 |
| 2010 | 1 751 |
| 2011 | 1 638 |
| 2012 | 1 585 |
| 2013 |       |

Les sources de données se trouvent en détail dans les Wikimedia Commons.

## Économie et infrastructure

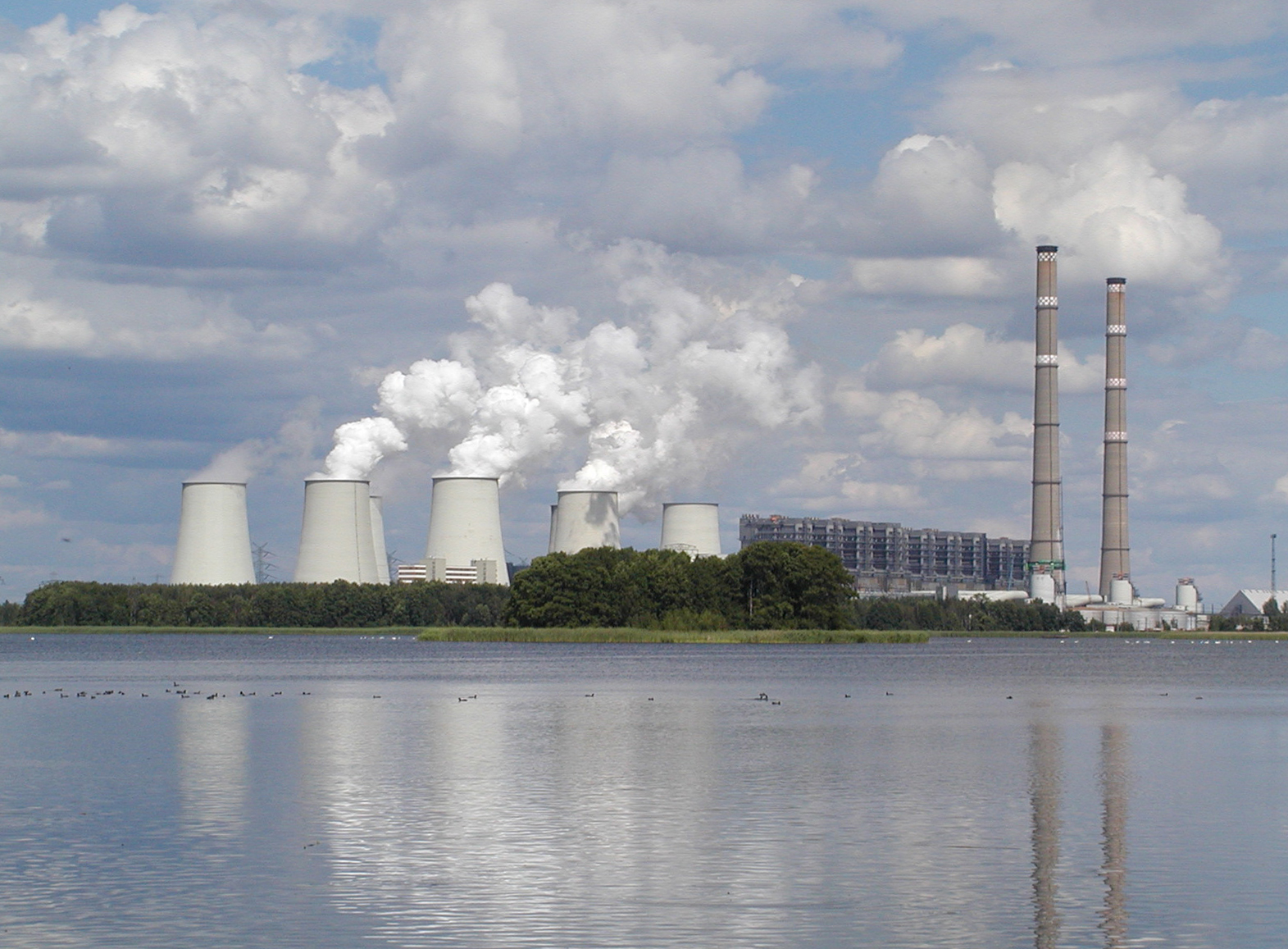
Centrale thermique de Jänschwalde

Jänschwalde est un arrêt de la ligne Regional-Express entre Cottbus et Francfort-sur-l'Oder.
À proximité de la mine (de), se trouve la centrale thermique qui la seconde plus importante centrale à charbon d'Allemagne.

## Jumelage
- Iłowa (ville) (Pologne)